# Classic Controller
Controle Clássico Wii (do inglês: Classic Controller) é um controlador de jogo produzido pela empresa japonesa Nintendo e lançado em 2006 para o console Nintendo Wii. O controle era necessário para ser utilizado em jogos eletrônicos digitais do serviço Virtual Console, baixados na loja virtual Wii Shop Channel. Alguns jogos do Wii e do WiiWare também possuem suporte.
Na feira internacional de jogos E3 de 2006, a Nintendo apresentou o Controle Clássico, que pluga ao controle Wii Remote via cabo.

## Características
O Controle Clássico (modelo RVL-005) funciona plugando-se ao controle principal Wii Remote via cabo, semelhante ao do controle Nunchuk. O cabo vem de baixo ao invés do topo do controle (uma configuração partilhada pelo controle do Dreamcast).
Ele contém dois direcionais analógicos e dois botões extras no ombro: o botão ZL e os botões ZR, usados para replicar o botão Z encontrado no controle do Nintendo GameCube. A configuração toda é similar ao outros controles dos consoles maiores da sétima geração.
O controle Clássico contém fendas em suas costas, que se abrem por um botão retangular no topo do controle, presumidamente pela junção do controle com algo mais. O propósito das fendas permanecem em segredo, mas é comumente acreditado para ser usado com um clipe que junta o Wii Remote ao Controle Clássico, o possibilitando de tirar vantagem sobre o sensor de movimento do Wii Remote e capacidade rumble (o Controle Clássico não tem acelerômetro ou motor de vibração); a Nyko lançou tal clipe, em adição ao local de segurar e proteger e um lugar para guardar o cabo. O corpo do Controle Clássico 65.7 mm de altura, 135.7 mm largura, e 26 mm de espessura.
O Controle Clássico não pode ser usado para jogar os jogos Nintendo GameCube de forma oficial (existe homebrew que permite a utilização). De acordo com a Nintendo Online Shop, o Controle Clássico pode apenas ser usado com os títulos do Virtual Console. Jogos específicos do Wii games tem sido desenvolvidos para funcionar com, entretanto. O controle do Nintendo GameCube pode ser usado ao invés do Controle Clássico para jogar muitos dos jogos do Virtual Console. Quando no Menu do Wii, a alavanca analógica esquerda toma conta do cursor quando o Wii Remote não é apontando na tela. O Controle Clássico pode navegar através da Mensagem do Painel, ajustando menus e Wii Shop Channel. Ela se torna inativa em todos outros canais, com exceção dos jogos do Virtual Console.
A Nintendo tinha previamente anunciado uma "proteção" para o controle que pareceria um controle de, frequentemente referido como "expansão estilo clássica de controle." Como descrito na época, o Wii Remote se encaixaria dentro da proteção, permitindo os jogadores a jogarem jogos usando o estilo tradicional de gamepad, enquanto permitia usar capacidade do sensor de movimento do Wii remote. Ele iria permitir controles similares ao do controle PlayStation 3. De acordo com Satoru Iwata, o controle seria para jogar "os jogos existentes, jogos do Virtual Console , e jogos multi-plataforma ."

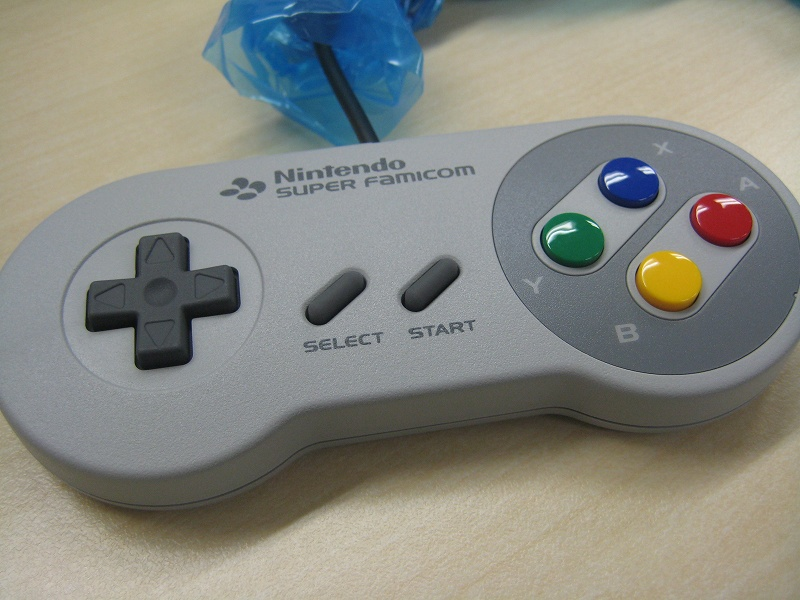
Controle Clássico do Super Famicom

O Controle Clássico apresenta duas alavancas analógicas, um D-pad, botões na face chamados a, b, x, e y, botões analógicos nos ombros L e R e dois botões Z (chamados ZL e ZR) próximos aos botões L e R, respectivamente. Também tem os botões -, Home, e + como os do Wii Remote, com - e + botões chamados 'Select' e 'Start', respectivamente.
Em Novembro de 2007, a Nintendo listou um Controle Clássico especial ao do Controle Clássico do Super Famicom como uma das escolhas para o pressente de 2007 do Club Nintendo para os membros platina.

## Classic Controller Pro

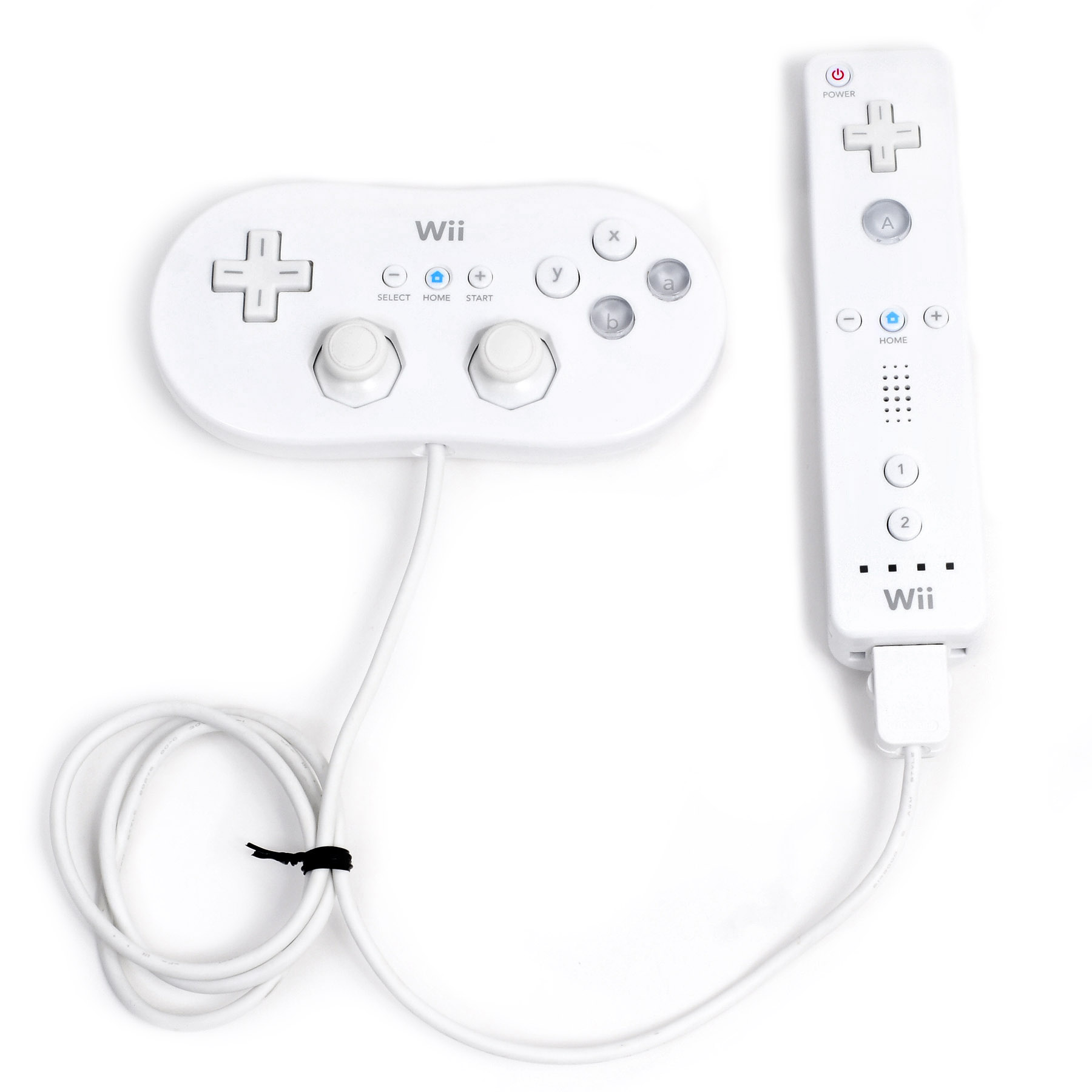
O "Classic Controller" plugado ao Wii Remote.

Classic Controller Pro (Controle Clássico Profissional, em português) é um modelo atualizado do Classic Controller original lançado 1 de Agosto de 2009 no Japão, 20 de Novembro na Europa e 25 de Janeiro na América do Norte, com alças para melhor aderência, maior espessura e botões ZL e ZR mais largos.

### Diferenças entre Pro e o original
- Maior espaçamento entre os analógicos
- Cabo localizado na parte superior do controle
- Alças laterais para maior ergonomia
- L e R; ZL e ZR são maiores que o original

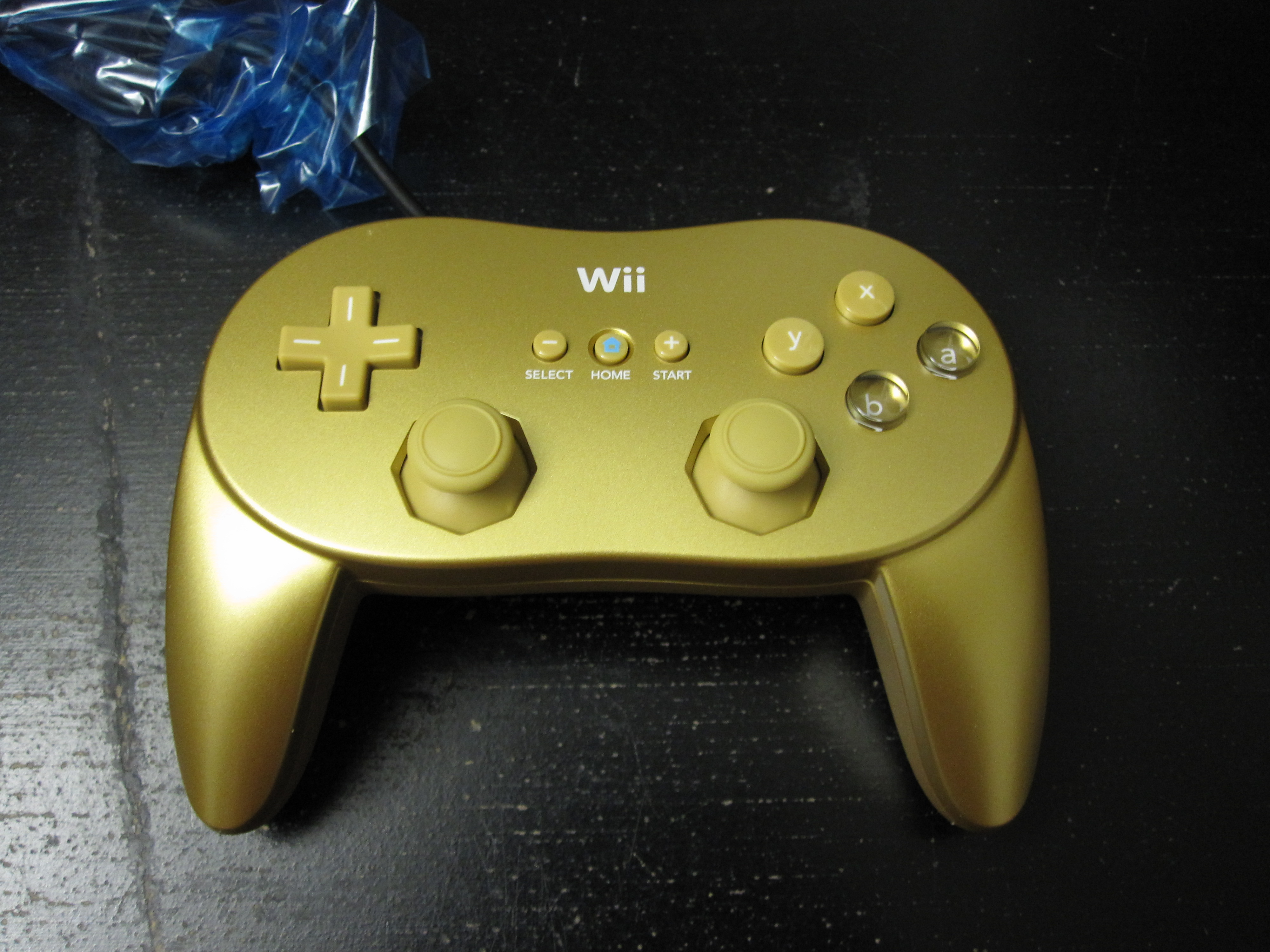
Edição limitada do Classic Controller Pro dourado

### Edição Limitada Dourada
Uma versão limitada do Classic Controller Pro na cor dourada foi anunciada na E3 2010 junto com o remake do jogo GoldenEye 007 . A novidade foi muito bem vinda para dos jogadores mais tradicionais que preferem o uso de estilo de controle mais clássico, com dois analógicos.